# Прирічне (Україна)
Прирі́чне (до 1948 — Казан-Пір, крим. Qazan Pir) — село Білогірського району Автономної Республіки Крим.
Відстань від райцентру до населеного пункта становить 26 кілометрів по прямій.